# Новенська селищна рада
Нове́нська се́лищна ра́да — колишня адміністративно-територіальна одиниця та орган місцевого самоврядування у складі Фортечного району міської ради міста Кропивницького Кіровоградської області. Адміністративний центр — селище міського типу Нове.

## Загальні відомості
- Територія ради: 11,9 км²
- Населення ради: 8629 осіб (станом на 1 вересня 2015 року)[1]

## Населені пункти
Селищній раді підпорядковані населені пункти:
- смт Нове

## Склад ради (до 2020)
Рада складалась з 30 депутатів та голови.
- Голова ради (до 2020): Денисенко Сергій Павлович
- Секретар ради (до 2020): Огаль Ірина Павлівна

### Керівний склад попередніх скликань
| ПІБ                         | Основні відомості                                                                                         | Дата обрання | Дата звільнення |
| --------------------------- | --- | ------------ | --------------- |
| Литвиненко Олег Борисович   | Селищний голова, 1955 року народження, безпартійний                                                       | 26.03.2006   | 31.10.2010      |
| Мельник Ольга Олександрівна | Селищний голова, 1958 року народження, освіта вища, позапартійна. Секретар: Корольов Володимир Сергійович | 31.10.2010   | 25.10.2015      |
| Денисенко Сергій Павлович   | Селищний голова                                                                                           | 25.10.2015   | 14.02.2020      |

Примітка: таблиця складена за даними сайту Верховної Ради України

### Депутати
За результатами місцевих виборів 2010 року депутатами ради стали:

#### За суб'єктами висування
| Суб'єкт висування                                       | Кількість обраних депутатів | %    |
| ------------------------------------------------------- | --------------------------- | ---- |
| Самовисування                                           | 17                          | 56,7 |
| Партія регіонів                                         | 7                           | 23,3 |
| Політична партія Всеукраїнське об'єднання «Батьківщина» | 5                           | 16,7 |
| Політична партія «Сильна Україна»                       | 1                           | 3,3  |

#### За округами
| № округу                                                | Прізвище, ім'я, по батькові    | Дата визнання обраним | Освіта             | Партійна приналежність                        | Відомості про обраного депутата                                   |
| ------------------------------------------------------- | ------------------------------ | --------------------- | ------------------ | --------------------------------------------- | ----------------------------------------------------------------- |
| Партія регіонів                                         |                                |                       |                    |                                               |                                                                   |
| 3                                                       | Лотицька Світлана Анатоліївна  | 04.11.2010            | середня спеціальна | член Партії регіонів                          | обласна лікарня, сестра медична                                   |
| 8                                                       | Панченко Ольга Ільїнічна       | 04.11.2010            | середня спеціальна | член Партії регіонів                          | дошкільний навчальний заклад № 74, кухар                          |
| 12                                                      | Московчук Олександра Федорівна | 04.11.2010            | вища               | член Партії регіонів                          | пенсіонер                                                         |
| 15                                                      | Чельник Олег Миколайович       | 04.11.2010            | вища               | член Партії регіонів                          | ЗАТ «Кіровоградлітмаш», заступник голови правління                |
| 16                                                      | Морковська Ганна Павлівна      | 04.11.2010            | середня            | член Партії регіонів                          | пенсіонер                                                         |
| 17                                                      | Пиво Валентина Петрівна        | 04.11.2010            | вища               | член Партії регіонів                          | КП «Ринок Новий», адміністратор                                   |
| 26                                                      | Прадунець Юрій Олексійович     | 04.11.2010            | середня            | член Партії регіонів                          | тимчасово не працює                                               |
| Політична партія Всеукраїнське об'єднання «Батьківщина» |                                |                       |                    |                                               |                                                                   |
| 4                                                       | Пісарук Поліна Авенирівна      | 04.11.2010            | вища               | член Всеукраїнського об'єднання «Батьківщина» | КП «Теплоенергетик», оператор газових котлів                      |
| 10                                                      | Огаль Ірина Павлівна           | 04.11.2010            | вища               | член Всеукраїнського об'єднання «Батьківщина» | дошкільний навчальний заклад № 16, вихователь                     |
| 19                                                      | Мамалига Раїса Олексіївна      | 04.11.2010            | середня спеціальна | член Всеукраїнського об'єднання «Батьківщина» | КП «Теплоенергетик», апаратник ХВО                                |
| 27                                                      | Печенін Генадій Михайлович     | 04.11.2010            | середня            | член Всеукраїнського об'єднання «Батьківщина» | КЗ «КОПЛ», охоронник                                              |
| 28                                                      | Домаскін Петро Олександрович   | 04.11.2010            | середня            | член Всеукраїнського об'єднання «Батьківщина» | приватний підприємець                                             |
| Політична партія «Сильна Україна»                       |                                |                       |                    |                                               |                                                                   |
| 11                                                      | Семенюк Леонід Миколайович     | 04.11.2010            | вища               | член Політичної партії «Сильна Україна»       | дитяча школа мистецтв, завгосп                                    |
| Самовисування                                           |                                |                       |                    |                                               |                                                                   |
| 1                                                       | Задворнова Надія Андріївна     | 04.11.2010            | середня            | член Партії регіонів                          | пенсіонер                                                         |
| 2                                                       | Кухаренко Віра Максимівна      | 04.11.2010            | вища               | позапартійна                                  | пенсіонер                                                         |
| 5                                                       | Русул Ірина Василівна          | 04.11.2010            | вища               | член Політичної партії «Фронт Змін»           | школа естетичного виховання «В гостях у казки», художній керівник |
| 6                                                       | Шевченко Валентина Григорівна  | 04.11.2010            | вища               | позапартійна                                  | Новенська селищна рада, керуюча справами виконкому                |
| 7                                                       | Чорний Леонід Іванович         | 04.11.2010            | вища               | член Партії регіонів                          | тимчасово не працює                                               |
| 9                                                       | Воронюк Людмила Євгенівна      | 04.11.2010            | середня спеціальна | позапартійна                                  | тимчасово не працює                                               |
| 13                                                      | Марченко Костянтин Валерійович | 04.11.2010            | вища               | член Партії регіонів                          | тимчасово не працює                                               |
| 14                                                      | Курносов Андрій Миколайович    | 04.11.2010            | вища               | член Політичної партії «Сильна Україна»       | пенсіонер                                                         |
| 18                                                      | Корольов Володимир Сергійович  | 04.11.2010            | вища               | член Партії регіонів                          | КВ ОАДІСЕ, експерт-будівельник                                    |
| 20                                                      | Лютенко Таміла Василівна       | 04.11.2010            | вища               | позапартійна                                  | пенсіонер                                                         |
| 21                                                      | Бурлака Ольга Миколаївна       | 04.11.2010            | вища               | позапартійна                                  | ПАТ «Креатив-Груп», заступник головного бухгалтера                |
| 22                                                      | Карандашева Людмила Сергіївна  | 04.11.2010            | вища               | член Партії регіонів                          | тимчасово не працює                                               |
| 23                                                      | Білоус Жанна Володимирівна     | 04.11.2010            | вища               | позапартійна                                  | КЗ «Поліклінічне об'єднання» м. Кіровограда, лікар                |
| 24                                                      | Клепацький Олег Григорович     | 04.11.2010            | вища               | позапартійний                                 | приватний підприємець                                             |
| 25                                                      | Козловська Світлана Іванівна   | 04.11.2010            | вища               | позапартійна                                  | загальноосвітня школа № 10, вчитель                               |
| 29                                                      | Саранча Таїса Степанівна       | 04.11.2010            | середня спеціальна | член Комуністичної партії України             | пенсіонер                                                         |
| 30                                                      | Царенко Андрій Миколайович     | 04.11.2010            | вища               | позапартійний                                 | школа мистецтв, викладач                                          |